# AIPC News
AIPC News es una publicación trimestral en idioma italiano periódica y la publicación oficial de la Associazione Italiana Piante Carnivore (AIPC), una sociedad sobre las plantas carnívoras radicada en Italia. Los artículos típicos incluyen asuntos de interés hortícola, informes de campo, y las descripciones de las plantas. La revista fue establecida como AIPC News por Marcello Catalano en enero de 1998, en el momento en que AIPC fue fundada sólo tenía alrededor de 30 miembros.
AIPC News sufrió una serie de cambios de formato en sus primeros años. En sus dos primeros volúmenes (1998-1999), fue impreso en formato A4 y consistía en una cubierta de color y cuerpo blanco y negro. [ 3 ] Los volúmenes 3 a 6 (2000-2003) fueron impresas en la más pequeña A5 formato e incluyó una cubierta de color y de inserción, siendo el resto en blanco y negro. Desde el volumen 7 en 2004 la revista comenzó a imprimirse a todo color en papel A5 brillante, y fue renombrado como AIPC Magazine. La revista fue publicada en volúmenes anuales hasta el año 2006, cuando adoptó una continua numeración comenzando con un nuevo número 1 (marzo de 2006). El 1 de enero de 2006, se registró como la revista oficial de la sociedad.
Tres números monográficos especiales han sido realizados: tema 7 (septiembre de 2007), sobre la Drosera petiolaris compleja; emisión 14 (junio de 2009), sobre la mexicana Pinguicula, y el número 18 (junio de 2010), sobre los tepuyes y la Gran Sabana de Venezuela. Las tres monografías se han publicado en Inglés en CD. Una cuarta edición especial se publicó en 2012 para cubrir los muchos taxones de plantas carnívoras descritas el año anterior. Esta cuestión también está disponible en Inglés.